# Jais Valeur
Jais Stampe Li Valeur (født 30/10 1962 i København) er en dansk erhvervsleder. Siden 2015 har han været Group CEO for Danish Crown, der er en dansk internationalt orienteret fødevarevirksomhed. Inden ansættelsen i Danish Crown var han koncerndirektør i Arla Foods i en årrække.
I juni 2024 meddelte han offentligt, at han fratræder stillingen som administrerende direktør for Danish Crown.

## Privat
Jais Valeur er gift med Lillie Li Valeur, og parret bor sammen i Vejle. Han er født i København og vokset op i Frederikshavn.
I 2019 blev Jais Valeur udnævnt som ridder af Dannebrogordenen.

## Karriere
Jais Valeur blev student på Frederikshavn Gymnasium i 1981 og tog herefter til Aarhus, hvor han tog cand.merc.-eksamen fra Aarhus Universitet i 1986. Efter sin studietid havde han adskillige stillinger i Arla Foods, indtil han i 1994 blev general manager i Fonterra i New Zealand.
I 1998 vendte han hjem til Danmark og blev eksportdirektør i Royal Unibrew A/S, indtil han i år 2000 igen var at finde i Arla Foods, denne gang som executive vice president. I 2015 blev han group CEO for Danish Crown.

## Professionelle bestyrelser
- 2013- :  Bestyrelsesmedlem i Royal Unibrew A/S (næstformand fra 2018)[4]
- 2009- : Bestyrelsesmedlem i FOSS A/S
- 2014-2015: Formand i System Frugt A/S
- 2012-2014: Formand i SFK Food A/S

## Offentlige hverv
- 2020- : Formand for den danske regerings genstartsteam for fødevaresektoren[5]
- 2019- : Formand for regeringens klimapartnerskab for fødevaresektoren[6]
- 2018-2019: Medlem af ekspertpanelet for globale vækstcentre
- 2017-2019: Medlem af Disruptionrådet - Partnerskab for Danmarks fremtid
- 2016-2017: Medlem af Advisory Boardet for Cirkulær Økonomi
- 2016-2017: Medlem af Produktionspanel 4.0 (Digitalt vækstpanel)